# Zerstörergeschwader 52
La Zerstörergeschwader 52 (ZG 52) (52e escadron de chasseur lourd) est une unité de chasseur-bombardier de la Luftwaffe pendant la Seconde Guerre mondiale.

## Opérations
Le ZG 52 n'a été que partiellement constitué, sans Geschwaderstab (état-major d'escadron) avec seulement le premier gruppe.
Le ZG 52 met en œuvre des avions Messerschmitt Bf 109D et Messerschmitt Bf 110.

## Organisation

### I. Gruppe
Formé le 1er mai 1939 à Illesheim à partir du I./ZG 143 avec :
- Stab I./ZG 52 à partir du Stab I./ZG 143 ;
- 1./ZG 52 à partir du 1./ZG 143 ;
- 2./ZG 52 à partir du 2./ZG 143 ;
- 3./ZG52 à partir du 3./ZG143.

Le I./ZG 52 est aussi connu comme Jagdgruppe 152 entre le 24 septembre 1939 et le 6 janvier 1940. Le 26 juin 1940, il est renommé II./ZG 2 avec :
- Stab I./ZG 52 devient Stab II./ZG 2 ;
- 1./ZG 52 devient 4./ZG 2 ;
- 2./ZG 52 devient 5./ZG 2 ;
- 3./ZG 52 devient 6./ZG 2.

Gruppenkommandeure (Commandant de groupe) :
| Début        | Fin          | Grade     | Nom                 |
| ------------ | ------------ | --------- | ------------------- |
| 1er mai 1939 | 26 juin 1940 | Hauptmann | Karl-Heinz Lessmann |